# Marti Malloy
Martilou „Marti“ Malloy (* 23. Juni 1986 in Oak Harbor, Washington) ist eine Judoka aus den Vereinigten Staaten. 2012 gewann sie eine olympische Bronzemedaille.

## Karriere
Die 1,61 m große Marti Malloy trat meist in der Gewichtsklasse bis 57 Kilogramm an, dem Leichtgewicht. Ihre erste vordere Platzierung bei einer internationalen Meisterschaft gelang ihr 2007 aber im Halbmittelgewicht, als sie den fünften Platz bei den Panamerikanischen Spielen belegte. 2008 kehrte sie ins Leichtgewicht zurück. 2010 und 2011 verlor sie im Finale der Panamerikanischen Meisterschaften gegen die Kubanerin Yurisleidy Lupetey. Bei den Judo-Weltmeisterschaften 2011 unterlag sie im Halbfinale der Brasilianerin Rafaela Silva, im Kampf um Bronze verlor sie gegen Corina Căprioriu aus Rumänien. Bei den Olympischen Spielen 2012 in London gewann Malloy gegen die Portugiesin Telma Monteiro, die Kolumbianerin Yadinis Amaris und die Russin Irina Sabludina. Im Halbfinale unterlag sie Corina Căprioriu, den Kampf um Bronze gewann sie dann gegen die Italienerin Giulia Quintavalle.
2013 unterlag Malloy im Finale der Panamerikanischen Meisterschaften gegen die Brasilianerin Rafaela Silva. Malloy und Silva trafen vier Monate später auch im Finale der Weltmeisterschaften in Rio de Janeiro aufeinander, erneut siegte die Brasilianerin. 2014 und 2015 gewann Malloy dann jeweils das Finale der Panamerikanischen Meisterschaften gegen Silva. Bei den Panamerikanischen Spielen 2015 siegte Malloy im Finale über die Kanadierin Catherine Beauchemin-Pinard. Einen Monat später gewann die Kanadierin im Viertelfinale der Weltmeisterschaften in Astana gegen Malloy, die am Ende den fünften Platz belegte. Im Finale der Panamerikanischen Meisterschaften 2016 siegte dann wieder Malloy über Beauchemin-Pinard. Bei den Olympischen Spielen in Rio de Janeiro verlor Malloy ihren Auftaktkampf gegen Lien Chen-ling aus Chinesisch Taipeh. 2017 gewann Malloy noch einmal Bronze bei den Panamerikanischen Meisterschaften, nachdem sie im Halbfinale gegen Beauchemin-Pinard verloren hatte.